# یواس‌آرسی ماساچوست دوم (۱۷۹۳)
یواس‌آرسی ماساچوست دوم (۱۷۹۳) (به انگلیسی: USRC Massachusetts II (1793)) یک کشتی بود. این کشتی در سال ۱۷۹۳ ساخته شد.